# Le Vrai Coupable (film)
Pour plus de détails, voir Fiche technique et Distribution.
Le Vrai Coupable est un film français réalisé par Pierre Thévenard, sorti en 1951.

## Fiche technique
- Titre : Le Vrai Coupable
- Réalisation : Pierre Thévenard
- Scénario et dialogues : Pierre Thévenard
- Photographie : Jean Bourgoin
- Décors : Lucien Aguettand
- Son : Maurice Carrouet
- Musique : André Jolivet
- Montage : Georges Alépée
- Société de production : Édition et Diffusion Cinématographique
- Pays d'origine :  France
- Format : Film en noir et blanc
- Genre : Drame
- Durée : 90 minutes
- Date de sortie : 
  - France : 4 juillet 1951
- Affiche : Georges Kerfyser (France)

## Distribution
- France Descaut : Josette
- Philippe Lemaire : Mario
- Raymond Souplex : Inspecteur Querneau
- Jean Davy : Dr Delorme
- Pauline Carton : la concierge
- André Valmy : Inspecteur Dumont
- Jeanne Lion : la bonne
- Clément Thierry : Georges
- René Hell : un clochard
- Albert Rouyon
- Anne Mayen